# 0932
0932 è il prefisso telefonico del distretto di Ragusa, appartenente al compartimento di Catania.
Il distretto comprende il libero consorzio comunale di Ragusa. Confina con i distretti di Caltagirone (0933) a nord e di Siracusa (0931) a est.

## Aree locali e comuni
Il distretto di Ragusa comprende 12 comuni inclusi nelle 6 aree locali di Comiso (ex settori di Chiaramonte Gulfi, Comiso e Giarratana), Modica, Pozzallo, Ragusa (ex settori di Ragusa e Santa Croce Camerina), Scicli e Vittoria. I comuni compresi nel distretto sono: Acate, Chiaramonte Gulfi, Comiso, Giarratana, Ispica, Modica, Monterosso Almo, Pozzallo, Ragusa, Santa Croce Camerina, Scicli e Vittoria.